# Scena di strada berlinese
Scena di strada berlinese (Berliner Straßenszene) è un dipinto a olio su tela (121x95 cm) di Ernst Ludwig Kirchner realizzato nel 1913 e conservato a New York presso la Neue Galerie. Fa parte di una serie di tele che Kirchner dipinse tra il 1913 e il 1915, le cosiddette scene di strada, ambientate, per l'appunto, nel centro della vita notturna berlinese.

## Storia
L'opera, che faceva originariamente parte della collezione di Alfred Hess, venne acquistata, a causa delle difficoltà in cui versava la famiglia Hess durante il regime nazional-socialista, tra il 1936 e il 1937 dal collezionista Carl Hagemann. Dal 1948 l'opera è stata più volte esposta come appartenente a collezione privata, quella dell'ex direttore dello Städel Museum di Francoforte, Ernst Holzinger che l'aveva ricevuta in dono dalla famiglia Hagemann. Nel 1980 la vedova Holzinger vendette il dipinto al Brücke-Museum di Berlino dove è rimasto esposto fino alla restituzione agli eredi Hess, da parte delle autorità tedesche nel 2006. Nel novembre del 2006 l'opera è stata acquistata dalla Neue Galerie di New York.

## Descrizione
Le scene di strada segnano per il pittore tedesco la via verso una pittura più emotivamente carica e drammatica. Ne è un esempio Scena di strada berlinese; il ricorso al primitivismo è qui quanto più evidente, in quanto non è solo formale e cromatico (motivo per cui la critica dell'epoca etichettò queste opere espressioniste come "brutali"); l'artista infatti, nel rappresentare i volti delle due prostitute, che nelle scene di strada sono spesso presenti, e dell'uomo a destra, richiama le maschere africane che proprio ai primi del Novecento iniziano ad essere esposte nei musei, iniziando ad essere considerate come vere e proprie opere d'arte.
Oltre a voler essere una critica nei confronti della società borghese dell'epoca, quest'opera è servita anche a sviluppare il linguaggio pittorico dell'artista sempre più vicino al concetto di pittura "libera" dai tecnicismi della pittura accademica, dal quale il gruppo Die Brücke, ma vale in generale per tutti gli espressionisti, prese le distanze. Altro traguardo importante che raggiunge Kirchner è la rappresentazione dinamica e apparentemente rapida della composizione, quasi a voler sottolineare la frenesia della vita cittadina, avvicinandolo così anche ai futuristi, che operarono in quel periodo.